# 圣日耳曼代福塞站
圣日耳曼代福塞站是法国中部的一个铁路车站，位于法国阿列省圣日耳曼代福塞的市镇范围内，靠近维希。

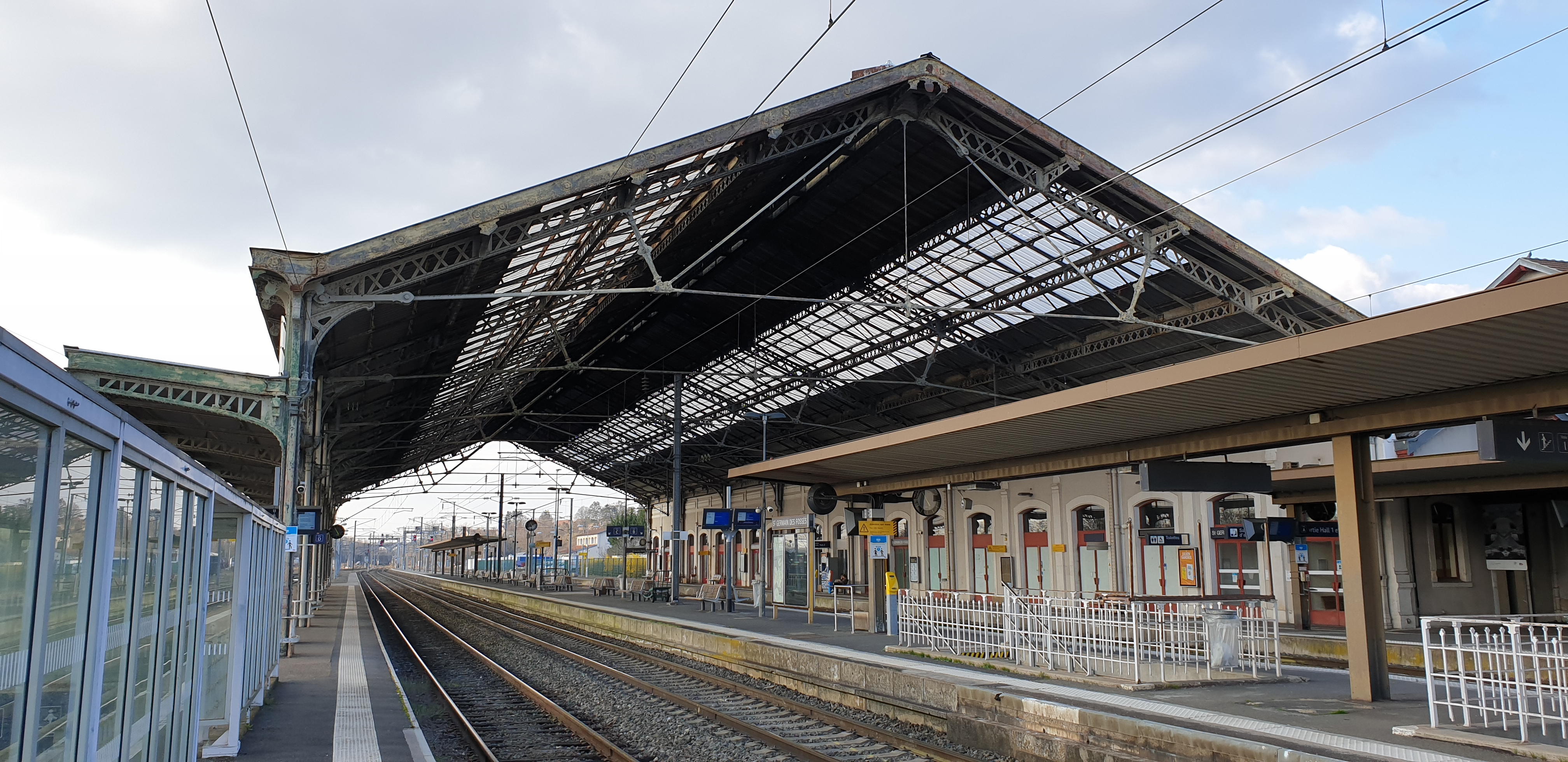
月台 (2021年3月)

## 位置
圣日耳曼代福塞站呈西北—东南走向，开口朝东北，为无柱雨棚车站。车站内配套有自动售票机和车票打孔机（Composteur），并有人口售票窗口和小型候车室，站外有配套的长途汽车站（Gare Routière），北侧则为大型的露天停车场。

## 车站历史
圣日耳曼代福塞站位于法国中部，莫雷－里昂铁路"L"字型铁路的拐点上，是一个重要的铁路枢纽。直到2003年，圣日耳曼代福塞站的通达范围还包括了巴黎、里昂、马赛、南特、波尔多等多个法国重要城市。但自从附近的法国国家高速公路A75线和A89线建成以来，这一地区的铁路旅客数量大幅下降，途径圣日耳曼代福塞站的列车也开始不断减少：
- 2004年，巴黎—克莱蒙费朗—马赛线路被从克莱蒙费朗站截断，而克莱蒙费朗—马赛的列车也在不久后缩短至尼姆，圣日耳曼代福塞站失去了前往马赛方向的列车。
- 2006年，圣日耳曼代福塞站东侧的联络线建成通车，克莱蒙费朗—里昂列车不再通过圣日耳曼代福塞站换向，此举在缩短了该线路列车运行时间的同时，也使得圣日耳曼代福塞站失去了大量前往里昂方向的列车。
- 2008年起，大部分巴黎—克莱蒙费朗城际列车不再停靠圣日耳曼代福塞站（仅保留每周一和五各单程一趟）。
- 2012年12月，里昂—波尔多城际列车取消，圣日耳曼代福塞站从此失去了前往波尔多和利摩日方向的列车，同时，这也使得圣日耳曼代福塞—喀纳之间再无任何客运列车行驶。
- 截止2016年4月，除里昂—图尔（周末延伸至南特）和极少数的巴黎—克莱蒙费朗的城际列车外，圣日耳曼代福塞站仅剩TER停靠。

## 停靠线路
以下列车线路在圣日耳曼代福塞站停靠：
| 圣日耳曼代福塞站列车线路表                                  |            |                         |        |              |
| 线路                                                        | 车种       | 上一站                  | 下一站 | 大致运行频率 |
| 巴黎—克莱蒙费朗                                             | INTERCITÉS | 穆兰                    | 维希   | 每周1趟      |
| 南特—里昂帕丢/佩拉什                                        | INTERCITÉS | 穆兰                    | 罗阿讷 | 每天2趟      |
| 讷韦尔—克莱蒙费朗/维克勒孔特                                | TER        | 阿列河畔瓦勒讷          | 维希   | 每天1~3趟    |
| 穆兰/圣日耳曼代福塞—克莱蒙费朗/维克勒孔特/伊苏瓦尔/布里乌德 | TER        | 阿列河畔瓦勒讷/（起点） | 维希   | 每天10趟左右 |
| 1.                                                          |            |                         |        |              |

## 配套交通

### 长途客运线路
圣日耳曼代福塞站配套的大巴车上下车地点位于车站前方的广场上。
| 停靠圣日耳曼代福塞站的大巴车 |          |                                                                                      |
| 上下车地点                   | 运营单位 | 主要目的地                                                                           |
| 圣日耳曼代福塞站门口         | SNCF     | 罗阿讷、蒙吕松（当某条铁路线施工或罢工时，SNCF可能会提供途径该线路沿途站点的大巴车） |
| 1. 2.                        |          |                                                                                      |

### 城市公共交通
圣日耳曼代福塞站附近暂无城市公交车站。

## 临近车站
| 圣日耳曼代福塞站站（Gare de Saint-Germain-des-Fossés） |                              |          |
| 上行车站                                               | 线路                         | 下行车站 |
| 阿列河畔瓦勒讷站                                       | 莫雷－里昂铁路               | 罗阿讷站 |
| （起点）                                               | 圣日耳曼代福塞－尼姆铁路     | 加纳站   |
| （起点）                                               | 圣日耳曼代福塞－达尔萨克铁路 | 维希站   |
| - 本表仅显示运营中的线路及车站                         |                              |          |